# Tour de Bretagne 2017
La 51e édition du Tour de Bretagne a eu lieu du 25 avril au 1er mai 2017. La course fait partie du calendrier UCI Europe Tour 2017 en catégorie 2.2. et fut remportée par Flavien Dassonville.

## Présentation

### Équipes
Classée en catégorie 2.2 de l'UCI Europe Tour, le Tour de Bretagne est par conséquent ouverte aux équipes continentales professionnelles françaises ainsi qu'un maximum de deux étrangères, aux équipes continentales, aux équipes régionales et de clubs et aux équipes nationales.
| Équipes continentales professionnelles (3)- Fortuneo-Vital Concept - Androni Giocattoli - Wilier Triestina-Selle Italia Équipes continentales (14)- Dimension Data-Qhubeka - Tre Berg-PostNord - An Post-ChainReaction - Roth-Akros - Joker Icopal - Sparebanken Sør - Euskadi Basque Country-Murias - SEG Racing Academy - Roubaix Lille Métropole - HP BTP-Auber 93 - Armée de terre - Development Team Sunweb - Leopard - Attaque Team Gusto Équipe nationale- États-Unis espoirs Équipes régionales et de clubs (6)- BMC Development - Lotto-Soudal U23 - VC Pays de Loudéac - Sojasun espoir-ACNC - Côtes d'Armor-Marie Morin - UC Nantes Atlantique Équipe régionale et de club- équipe régionale de Bretagne de cyclisme sur route |
| |

## Étapes
| Étape     | Date    | Villes étapes                      | type            | Distance (km) | Vainqueur d'étape        | Leader du classement général |
| --------- | ------- | ---------------------------------- | --------------- | ------------- | ------------------------ | ---------------------------- |
| 1re étape | 25 avr. | Rennes – Merdrignac                | étape de plaine | 153,2         | Bram Welten              | Bram Welten                  |
| 2e étape  | 26 avr. | Saint-Launeuc – Saint-Pol-de-Léon  | étape de plaine | 202,7         | Flavien Dassonville      | Flavien Dassonville          |
| 3e étape  | 27 avr. | Saint-Pol-de-Léon – Scaër          | étape de plaine | 166,1         | Jakub Mareczko           | Flavien Dassonville          |
| 4e étape  | 28 avr. | Scaër – Saint-Gildas-des-Bois      | étape vallonnée | 198,5         | Damien Gaudin            | Flavien Dassonville          |
| 5e étape  | 29 avr. | Saint-Gildas-des-Bois – Saint-Pern | étape de plaine | 152,4         | Przemysław Kasperkiewicz | Maxime Cam                   |
| 6e étape  | 30 avr. | Montauban-de-Bretagne – Pontivy    | étape vallonnée | 160,9         | Élie Gesbert             | Maxime Cam                   |
| 7e étape  | 1 mai   | Saint-Brice-en-Coglès – Fougères   | étape vallonnée | 145,4         | Andrea Vendrame          | Flavien Dassonville          |

## Résultats et classement

### Étape 1
| Classement | Classement         | Classement | Classement                    | Classement         |
|            | Coureur            | Pays       | Équipe                        | Temps              |
| ---------- | ------------------ | ---------- | ----------------------------- | ------------------ |
| 1er        | Bram Welten        | Pays-Bas   | BMC Development               | en 3 h 41 min 12 s |
| 2e         | Matteo Malucelli   | Italie     | Androni-Sidermec-Bottecchia   | + 0 s              |
| 3e         | Jakub Mareczko     | Italie     | Wilier Triestina-Selle Italia | + 0 s              |
| 4e         | Aksel Nõmmela      | Estonie    | Leopard                       | + 0 s              |
| 5e         | Max Kanter         | Allemagne  | Sunweb Development            | + 0 s              |
| 6e         | Anders Skaarseth   | Norvège    | Joker Icopal                  | + 0 s              |
| 7e         | Erwann Corbel      | France     | Fortuneo-Vital Concept        | + 0 s              |
| 8e         | Nils Eekhoff       | Pays-Bas   | Sunweb Development            | + 0 s              |
| 9e         | Frédéric Guillemot | France     | Côtes d'Armor-Marie Morin     | + 0 s              |
| 10e        | Alexander Krieger  | Allemagne  | Leopard                       | + 0 s              |
| modifier   |                    |            |                               |                    |

| \| Classement général \| Classement général \| Classement général \| Classement général \| Classement général \| \| Coureur \| Coureur \| Pays \| Équipe \| Temps \| \| ------------------ \| ------------------ \| ------------------ \| ----------------------------- \| ------------------ \| \| 1er \| Bram Welten \| Pays-Bas \| BMC Development \| 3 h 41 min 02 s \| \| 2e \| Ruben Zepuntke \| Allemagne \| Development Team Sunweb \| + 1 s \| \| 3e \| Matteo Malucelli \| Italie \| Androni-Sidermec-Bottecchia \| + 4 s \| \| 4e \| Damien Shaw \| Irlande \| An Post-ChainReaction \| + 4 s \| \| 5e \| Jakub Mareczko \| Italie \| Wilier Triestina-Selle Italia \| + 6 s \| \| 6e \| Alexander Krieger \| Allemagne \| Leopard Pro Cycling \| + 9 s \| \| 7e \| Giuseppe Fonzi \| Italie \| Wilier Triestina-Selle Italia \| + 9 s \| \| 8e \| Aksel Nõmmela \| Estonie \| Leopard Pro Cycling \| + 10 s \| \| 9e \| Max Kanter \| Allemagne \| Development Team Sunweb \| + 10 s \| \| 10e \| Anders Skaarseth \| Norvège \| Joker Icopal \| + 10 s \| |                   |           |                               |                 |
| |                   |           |                               |                 |
| |                   |           |                               |                 |
| Classement général |                   |           |                               |                 |
| Coureur | Coureur           | Pays      | Équipe                        | Temps           |
| 1er | Bram Welten       | Pays-Bas  | BMC Development               | 3 h 41 min 02 s |
| 2e | Ruben Zepuntke    | Allemagne | Development Team Sunweb       | + 1 s           |
| 3e | Matteo Malucelli  | Italie    | Androni-Sidermec-Bottecchia   | + 4 s           |
| 4e | Damien Shaw       | Irlande   | An Post-ChainReaction         | + 4 s           |
| 5e | Jakub Mareczko    | Italie    | Wilier Triestina-Selle Italia | + 6 s           |
| 6e | Alexander Krieger | Allemagne | Leopard Pro Cycling           | + 9 s           |
| 7e | Giuseppe Fonzi    | Italie    | Wilier Triestina-Selle Italia | + 9 s           |
| 8e | Aksel Nõmmela     | Estonie   | Leopard Pro Cycling           | + 10 s          |
| 9e | Max Kanter        | Allemagne | Development Team Sunweb       | + 10 s          |
| 10e | Anders Skaarseth  | Norvège   | Joker Icopal                  | + 10 s          |

### Étape 2
| \| Classement de l'étape \| Classement de l'étape \| Classement de l'étape \| Classement de l'étape \| Classement de l'étape \| \| Coureur \| Coureur \| Pays \| Équipe \| Temps \| \| --------------------- \| --------------------- \| --------------------- \| ------------------------- \| --------------------- \| \| 1er \| Flavien Dassonville \| France \| HP BTP-Auber 93 \| 5 h 03 min 55 s \| \| 2e \| Stan Dewulf \| Belgique \| Lotto-Soudal U23 \| + 29 s \| \| 3e \| Maxime Cam \| France \| Côtes d'Armor-Marie Morin \| + 29 s \| \| 4e \| Justin Mottier \| France \| VC Pays de Loudéac \| + 29 s \| \| 5e \| Sean Mackinnon \| Canada \| An Post-ChainReaction \| + 29 s \| \| 6e \| Tanguy Turgis \| France \| BMC Development \| + 1 min 36 s \| \| 7e \| Alexander Krieger \| Allemagne \| Leopard Pro Cycling \| + 1 min 44 s \| \| 8e \| Anders Skaarseth \| Norvège \| Joker Icopal \| + 1 min 44 s \| \| 9e \| Maxime Daniel \| France \| Fortuneo-Vital Concept \| + 1 min 44 s \| \| 10e \| Cyrille Patoux \| France \| VC Pays de Loudéac \| + 1 min 44 s \| |                     |           |                           |                 |
| |                     |           |                           |                 |
| |                     |           |                           |                 |
| Classement de l'étape |                     |           |                           |                 |
| Coureur | Coureur             | Pays      | Équipe                    | Temps           |
| 1er | Flavien Dassonville | France    | HP BTP-Auber 93           | 5 h 03 min 55 s |
| 2e | Stan Dewulf         | Belgique  | Lotto-Soudal U23          | + 29 s          |
| 3e | Maxime Cam          | France    | Côtes d'Armor-Marie Morin | + 29 s          |
| 4e | Justin Mottier      | France    | VC Pays de Loudéac        | + 29 s          |
| 5e | Sean Mackinnon      | Canada    | An Post-ChainReaction     | + 29 s          |
| 6e | Tanguy Turgis       | France    | BMC Development           | + 1 min 36 s    |
| 7e | Alexander Krieger   | Allemagne | Leopard Pro Cycling       | + 1 min 44 s    |
| 8e | Anders Skaarseth    | Norvège   | Joker Icopal              | + 1 min 44 s    |
| 9e | Maxime Daniel       | France    | Fortuneo-Vital Concept    | + 1 min 44 s    |
| 10e | Cyrille Patoux      | France    | VC Pays de Loudéac        | + 1 min 44 s    |

| \| Classement général \| Classement général \| Classement général \| Classement général \| Classement général \| \| Coureur \| Coureur \| Pays \| Équipe \| Temps \| \| ------------------ \| -------------------- \| ------------------ \| ----------------------------- \| ------------------ \| \| 1er \| Flavien Dassonville \| France \| HP BTP-Auber 93 \| 8 h 44 min 54 s \| \| 2e \| Stan Dewulf \| Belgique \| Lotto-Soudal U23 \| + 36 s \| \| 3e \| Maxime Cam \| France \| Côtes d'Armor-Marie Morin \| + 36 s \| \| 4e \| Justin Mottier \| France \| VC Pays de Loudéac \| + 39 s \| \| 5e \| Sean Mackinnon \| Canada \| An Post-ChainReaction \| + 42 s \| \| 6e \| Tanguy Turgis \| France \| BMC Development \| + 1 min 48 s \| \| 7e \| Ruben Zepuntke \| Allemagne \| Development Team Sunweb \| + 1 min 48 s \| \| 8e \| Damien Shaw \| Irlande \| An Post-ChainReaction \| + 1 min 51 s \| \| 9e \| Jakub Mareczko \| Italie \| Wilier Triestina-Selle Italia \| + 1 min 53 s \| \| 10e \| Kristoffer Skjerping \| Norvège \| Joker Icopal \| + 1 min 54 s \| |                      |           |                               |                 |
| |                      |           |                               |                 |
| |                      |           |                               |                 |
| Classement général |                      |           |                               |                 |
| Coureur | Coureur              | Pays      | Équipe                        | Temps           |
| 1er | Flavien Dassonville  | France    | HP BTP-Auber 93               | 8 h 44 min 54 s |
| 2e | Stan Dewulf          | Belgique  | Lotto-Soudal U23              | + 36 s          |
| 3e | Maxime Cam           | France    | Côtes d'Armor-Marie Morin     | + 36 s          |
| 4e | Justin Mottier       | France    | VC Pays de Loudéac            | + 39 s          |
| 5e | Sean Mackinnon       | Canada    | An Post-ChainReaction         | + 42 s          |
| 6e | Tanguy Turgis        | France    | BMC Development               | + 1 min 48 s    |
| 7e | Ruben Zepuntke       | Allemagne | Development Team Sunweb       | + 1 min 48 s    |
| 8e | Damien Shaw          | Irlande   | An Post-ChainReaction         | + 1 min 51 s    |
| 9e | Jakub Mareczko       | Italie    | Wilier Triestina-Selle Italia | + 1 min 53 s    |
| 10e | Kristoffer Skjerping | Norvège   | Joker Icopal                  | + 1 min 54 s    |

### Étape 3
| Classement | Classement        | Classement  | Classement                    | Classement         |
|            | Coureur           | Pays        | Équipe                        | Temps              |
| ---------- | ----------------- | ----------- | ----------------------------- | ------------------ |
| 1er        | Jakub Mareczko    | Italie      | Wilier Triestina-Selle Italia | en 3 h 53 min 35 s |
| 2e         | Stan Dewulf       | Belgique    | Lotto-Soudal U23              | + 0 s              |
| 3e         | Yannis Yssaad     | France      | Armée de terre                | + 0 s              |
| 4e         | Matteo Malucelli  | Italie      | Androni-Sidermec-Bottecchia   | + 0 s              |
| 5e         | Emiel Planckaert  | Belgique    | Lotto-Soudal U23              | + 0 s              |
| 6e         | Anders Skaarseth  | Norvège     | Joker Icopal                  | + 0 s              |
| 7e         | Alexander Krieger | Allemagne   | Leopard                       | + 0 s              |
| 8e         | Adrián González   | Espagne     | Euskadi Basque Country-Murias | + 0 s              |
| 9e         | El Mehdi Chokri   | Maroc       | Dimension Data-Qhubeka        | + 0 s              |
| 10e        | Jacob Scott       | Royaume-Uni | An Post-ChainReaction         | + 0 s              |
| modifier   |                   |             |                               |                    |

| \| Classement général \| Classement général \| Classement général \| Classement général \| Classement général \| \| Coureur \| Coureur \| Pays \| Équipe \| Temps \| \| ------------------ \| -------------------- \| ------------------ \| ----------------------------- \| ------------------ \| \| 1er \| Flavien Dassonville \| France \| HP BTP-Auber 93 \| 12 h 38 min 29 s \| \| 2e \| Stan Dewulf \| Belgique \| Lotto-Soudal U23 \| + 29 s \| \| 3e \| Maxime Cam \| France \| Côtes d'Armor-Marie Morin \| + 36 s \| \| 4e \| Justin Mottier \| France \| VC Pays de Loudéac \| + 39 s \| \| 5e \| Sean Mackinnon \| Canada \| An Post-ChainReaction \| + 42 s \| \| 6e \| Jakub Mareczko \| Italie \| Wilier Triestina-Selle Italia \| + 1 min 43 s \| \| 7e \| Tanguy Turgis \| France \| BMC Development \| + 1 min 48 s \| \| 8e \| Ruben Zepuntke \| Allemagne \| Development Team Sunweb \| + 1 min 48 s \| \| 9e \| Kristoffer Skjerping \| Norvège \| Joker Icopal \| + 1 min 51 s \| \| 10e \| Damien Shaw \| Irlande \| An Post-ChainReaction \| + 1 min 51 s \| |                      |           |                               |                  |
| |                      |           |                               |                  |
| |                      |           |                               |                  |
| Classement général |                      |           |                               |                  |
| Coureur | Coureur              | Pays      | Équipe                        | Temps            |
| 1er | Flavien Dassonville  | France    | HP BTP-Auber 93               | 12 h 38 min 29 s |
| 2e | Stan Dewulf          | Belgique  | Lotto-Soudal U23              | + 29 s           |
| 3e | Maxime Cam           | France    | Côtes d'Armor-Marie Morin     | + 36 s           |
| 4e | Justin Mottier       | France    | VC Pays de Loudéac            | + 39 s           |
| 5e | Sean Mackinnon       | Canada    | An Post-ChainReaction         | + 42 s           |
| 6e | Jakub Mareczko       | Italie    | Wilier Triestina-Selle Italia | + 1 min 43 s     |
| 7e | Tanguy Turgis        | France    | BMC Development               | + 1 min 48 s     |
| 8e | Ruben Zepuntke       | Allemagne | Development Team Sunweb       | + 1 min 48 s     |
| 9e | Kristoffer Skjerping | Norvège   | Joker Icopal                  | + 1 min 51 s     |
| 10e | Damien Shaw          | Irlande   | An Post-ChainReaction         | + 1 min 51 s     |

### Étape 4
| \| Classement de l'étape \| Classement de l'étape \| Classement de l'étape \| Classement de l'étape \| Classement de l'étape \| \| Coureur \| Coureur \| Pays \| Équipe \| Temps \| \| --------------------- \| --------------------- \| --------------------- \| ----------------------------- \| --------------------- \| \| 1er \| Damien Gaudin \| France \| Armée de terre \| 4 h 45 min 40 s \| \| 2e \| Kévin Perret \| France \| UC Nantes Atlantique \| + 8 s \| \| 3e \| Andrea Vendrame \| Italie \| Androni-Sidermec-Bottecchia \| + 37 s \| \| 4e \| Élie Gesbert \| France \| Fortuneo-Vital Concept \| + 37 s \| \| 5e \| Cyrille Patoux \| France \| VC Pays de Loudéac \| + 37 s \| \| 6e \| Alex Turrin \| Italie \| Wilier Triestina-Selle Italia \| + 37 s \| \| 7e \| Stan Dewulf \| Belgique \| Lotto-Soudal U23 \| + 37 s \| \| 8e \| Kristoffer Skjerping \| Norvège \| Joker Icopal \| + 37 s \| \| 9e \| Alexander Krieger \| Allemagne \| Leopard Pro Cycling \| + 37 s \| \| 10e \| Jakub Mareczko \| Italie \| Wilier Triestina-Selle Italia \| + 37 s \| |                      |           |                               |                 |
| |                      |           |                               |                 |
| |                      |           |                               |                 |
| Classement de l'étape |                      |           |                               |                 |
| Coureur | Coureur              | Pays      | Équipe                        | Temps           |
| 1er | Damien Gaudin        | France    | Armée de terre                | 4 h 45 min 40 s |
| 2e | Kévin Perret         | France    | UC Nantes Atlantique          | + 8 s           |
| 3e | Andrea Vendrame      | Italie    | Androni-Sidermec-Bottecchia   | + 37 s          |
| 4e | Élie Gesbert         | France    | Fortuneo-Vital Concept        | + 37 s          |
| 5e | Cyrille Patoux       | France    | VC Pays de Loudéac            | + 37 s          |
| 6e | Alex Turrin          | Italie    | Wilier Triestina-Selle Italia | + 37 s          |
| 7e | Stan Dewulf          | Belgique  | Lotto-Soudal U23              | + 37 s          |
| 8e | Kristoffer Skjerping | Norvège   | Joker Icopal                  | + 37 s          |
| 9e | Alexander Krieger    | Allemagne | Leopard Pro Cycling           | + 37 s          |
| 10e | Jakub Mareczko       | Italie    | Wilier Triestina-Selle Italia | + 37 s          |

| \| Classement général \| Classement général \| Classement général \| Classement général \| Classement général \| \| Coureur \| Coureur \| Pays \| Équipe \| Temps \| \| ------------------ \| -------------------- \| ------------------ \| ----------------------------- \| ------------------ \| \| 1er \| Flavien Dassonville \| France \| HP BTP-Auber 93 \| 17 h 24 min 46 s \| \| 2e \| Stan Dewulf \| Belgique \| Lotto-Soudal U23 \| + 29 s \| \| 3e \| Maxime Cam \| France \| Côtes d'Armor-Marie Morin \| + 36 s \| \| 4e \| Justin Mottier \| France \| VC Pays de Loudéac \| + 39 s \| \| 5e \| Sean Mackinnon \| Canada \| An Post-ChainReaction \| + 42 s \| \| 6e \| Jakub Mareczko \| Italie \| Wilier Triestina-Selle Italia \| + 1 min 43 s \| \| 7e \| Tanguy Turgis \| France \| BMC Development \| + 1 min 48 s \| \| 8e \| Ruben Zepuntke \| Allemagne \| Development Team Sunweb \| + 1 min 48 s \| \| 9e \| Kristoffer Skjerping \| Norvège \| Joker Icopal \| + 1 min 51 s \| \| 10e \| Damien Shaw \| Irlande \| An Post-ChainReaction \| + 1 min 51 s \| |                      |           |                               |                  |
| |                      |           |                               |                  |
| |                      |           |                               |                  |
| Classement général |                      |           |                               |                  |
| Coureur | Coureur              | Pays      | Équipe                        | Temps            |
| 1er | Flavien Dassonville  | France    | HP BTP-Auber 93               | 17 h 24 min 46 s |
| 2e | Stan Dewulf          | Belgique  | Lotto-Soudal U23              | + 29 s           |
| 3e | Maxime Cam           | France    | Côtes d'Armor-Marie Morin     | + 36 s           |
| 4e | Justin Mottier       | France    | VC Pays de Loudéac            | + 39 s           |
| 5e | Sean Mackinnon       | Canada    | An Post-ChainReaction         | + 42 s           |
| 6e | Jakub Mareczko       | Italie    | Wilier Triestina-Selle Italia | + 1 min 43 s     |
| 7e | Tanguy Turgis        | France    | BMC Development               | + 1 min 48 s     |
| 8e | Ruben Zepuntke       | Allemagne | Development Team Sunweb       | + 1 min 48 s     |
| 9e | Kristoffer Skjerping | Norvège   | Joker Icopal                  | + 1 min 51 s     |
| 10e | Damien Shaw          | Irlande   | An Post-ChainReaction         | + 1 min 51 s     |

### Étape 5
| \| Classement de l'étape \| Classement de l'étape \| Classement de l'étape \| Classement de l'étape \| Classement de l'étape \| \| Coureur \| Coureur \| Pays \| Équipe \| Temps \| \| --------------------- \| ------------------------ \| --------------------- \| -------------------------------------------------- \| --------------------- \| \| 1er \| Przemysław Kasperkiewicz \| Pologne \| An Post-ChainReaction \| 3 h 18 min 13 s \| \| 2e \| Anders Skaarseth \| Norvège \| Joker Icopal \| + 1 s \| \| 3e \| Maxime Cam \| France \| Côtes d'Armor-Marie Morin \| + 4 s \| \| 4e \| Jérémy Cabot \| France \| Roubaix Lille Métropole \| + 4 s \| \| 5e \| Damien Shaw \| Irlande \| An Post-ChainReaction \| + 11 s \| \| 6e \| Florian Cam \| France \| équipe régionale de Bretagne de cyclisme sur route \| + 15 s \| \| 7e \| Alexander Krieger \| Allemagne \| Leopard Pro Cycling \| + 1 min 40 s \| \| 8e \| Andrea Vendrame \| Italie \| Androni-Sidermec-Bottecchia \| + 1 min 40 s \| \| 9e \| Élie Gesbert \| France \| Fortuneo-Vital Concept \| + 1 min 40 s \| \| 10e \| Luca Pacioni \| Italie \| Androni-Sidermec-Bottecchia \| + 1 min 44 s \| |                          |           |                                                    |                 |
| |                          |           |                                                    |                 |
| |                          |           |                                                    |                 |
| Classement de l'étape |                          |           |                                                    |                 |
| Coureur | Coureur                  | Pays      | Équipe                                             | Temps           |
| 1er | Przemysław Kasperkiewicz | Pologne   | An Post-ChainReaction                              | 3 h 18 min 13 s |
| 2e | Anders Skaarseth         | Norvège   | Joker Icopal                                       | + 1 s           |
| 3e | Maxime Cam               | France    | Côtes d'Armor-Marie Morin                          | + 4 s           |
| 4e | Jérémy Cabot             | France    | Roubaix Lille Métropole                            | + 4 s           |
| 5e | Damien Shaw              | Irlande   | An Post-ChainReaction                              | + 11 s          |
| 6e | Florian Cam              | France    | équipe régionale de Bretagne de cyclisme sur route | + 15 s          |
| 7e | Alexander Krieger        | Allemagne | Leopard Pro Cycling                                | + 1 min 40 s    |
| 8e | Andrea Vendrame          | Italie    | Androni-Sidermec-Bottecchia                        | + 1 min 40 s    |
| 9e | Élie Gesbert             | France    | Fortuneo-Vital Concept                             | + 1 min 40 s    |
| 10e | Luca Pacioni             | Italie    | Androni-Sidermec-Bottecchia                        | + 1 min 44 s    |

| \| Classement général \| Classement général \| Classement général \| Classement général \| Classement général \| \| Coureur \| Coureur \| Pays \| Équipe \| Temps \| \| ------------------ \| ------------------------ \| ------------------ \| -------------------------------------------------- \| ------------------ \| \| 1er \| Maxime Cam \| France \| Côtes d'Armor-Marie Morin \| 20 h 43 min 34 s \| \| 2e \| Flavien Dassonville \| France \| HP BTP-Auber 93 \| + 1 min 09 s \| \| 3e \| Przemysław Kasperkiewicz \| Pologne \| An Post-ChainReaction \| + 1 min 12 s \| \| 4e \| Anders Skaarseth \| Norvège \| Joker Icopal \| + 1 min 15 s \| \| 5e \| Damien Shaw \| Irlande \| An Post-ChainReaction \| + 1 min 24 s \| \| 6e \| Florian Cam \| France \| équipe régionale de Bretagne de cyclisme sur route \| + 1 min 37 s \| \| 7e \| Stan Dewulf \| Belgique \| Lotto-Soudal U23 \| + 1 min 38 s \| \| 8e \| Justin Mottier \| France \| VC Pays de Loudéac \| + 1 min 48 s \| \| 9e \| Sean Mackinnon \| Canada \| An Post-ChainReaction \| + 1 min 51 s \| \| 10e \| Tanguy Turgis \| France \| BMC Development \| + 2 min 57 s \| |                          |          |                                                    |                  |
| |                          |          |                                                    |                  |
| |                          |          |                                                    |                  |
| Classement général |                          |          |                                                    |                  |
| Coureur | Coureur                  | Pays     | Équipe                                             | Temps            |
| 1er | Maxime Cam               | France   | Côtes d'Armor-Marie Morin                          | 20 h 43 min 34 s |
| 2e | Flavien Dassonville      | France   | HP BTP-Auber 93                                    | + 1 min 09 s     |
| 3e | Przemysław Kasperkiewicz | Pologne  | An Post-ChainReaction                              | + 1 min 12 s     |
| 4e | Anders Skaarseth         | Norvège  | Joker Icopal                                       | + 1 min 15 s     |
| 5e | Damien Shaw              | Irlande  | An Post-ChainReaction                              | + 1 min 24 s     |
| 6e | Florian Cam              | France   | équipe régionale de Bretagne de cyclisme sur route | + 1 min 37 s     |
| 7e | Stan Dewulf              | Belgique | Lotto-Soudal U23                                   | + 1 min 38 s     |
| 8e | Justin Mottier           | France   | VC Pays de Loudéac                                 | + 1 min 48 s     |
| 9e | Sean Mackinnon           | Canada   | An Post-ChainReaction                              | + 1 min 51 s     |
| 10e | Tanguy Turgis            | France   | BMC Development                                    | + 2 min 57 s     |

### Étape 6
| \| Classement de l'étape \| Classement de l'étape \| Classement de l'étape \| Classement de l'étape \| Classement de l'étape \| \| Coureur \| Coureur \| Pays \| Équipe \| Temps \| \| --------------------- \| --------------------- \| --------------------- \| ----------------------------- \| --------------------- \| \| 1er \| Élie Gesbert \| France \| Fortuneo-Vital Concept \| 3 h 55 min 28 s \| \| 2e \| Eugert Zhupa \| Albanie \| Wilier Triestina-Selle Italia \| + 6 s \| \| 3e \| Logan Owen \| États-Unis \| États-Unis espoirs \| + 6 s \| \| 4e \| Alexander Wetterhall \| Suède \| Tre Berg-PostNord \| + 6 s \| \| 5e \| Emiel Planckaert \| Belgique \| Lotto-Soudal U23 \| + 6 s \| \| 6e \| Julius van den Berg \| Pays-Bas \| SEG Racing Academy \| + 6 s \| \| 7e \| Julien Guay \| France \| Sojasun espoir-ACNC \| + 6 s \| \| 8e \| Neilson Powless \| États-Unis \| États-Unis espoirs \| + 10 s \| \| 9e \| Andrea Vendrame \| Italie \| Androni-Sidermec-Bottecchia \| + 16 s \| \| 10e \| Alex Turrin \| Italie \| Wilier Triestina-Selle Italia \| + 18 s \| |                      |            |                               |                 |
| |                      |            |                               |                 |
| |                      |            |                               |                 |
| Classement de l'étape |                      |            |                               |                 |
| Coureur | Coureur              | Pays       | Équipe                        | Temps           |
| 1er | Élie Gesbert         | France     | Fortuneo-Vital Concept        | 3 h 55 min 28 s |
| 2e | Eugert Zhupa         | Albanie    | Wilier Triestina-Selle Italia | + 6 s           |
| 3e | Logan Owen           | États-Unis | États-Unis espoirs            | + 6 s           |
| 4e | Alexander Wetterhall | Suède      | Tre Berg-PostNord             | + 6 s           |
| 5e | Emiel Planckaert     | Belgique   | Lotto-Soudal U23              | + 6 s           |
| 6e | Julius van den Berg  | Pays-Bas   | SEG Racing Academy            | + 6 s           |
| 7e | Julien Guay          | France     | Sojasun espoir-ACNC           | + 6 s           |
| 8e | Neilson Powless      | États-Unis | États-Unis espoirs            | + 10 s          |
| 9e | Andrea Vendrame      | Italie     | Androni-Sidermec-Bottecchia   | + 16 s          |
| 10e | Alex Turrin          | Italie     | Wilier Triestina-Selle Italia | + 18 s          |

| \| Classement général \| Classement général \| Classement général \| Classement général \| Classement général \| \| Coureur \| Coureur \| Pays \| Équipe \| Temps \| \| ------------------ \| ------------------------ \| ------------------ \| -------------------------------------------------- \| ------------------ \| \| 1er \| Maxime Cam \| France \| Côtes d'Armor-Marie Morin \| 24 h 39 min 27 s \| \| 2e \| Flavien Dassonville \| France \| HP BTP-Auber 93 \| + 1 min 09 s \| \| 3e \| Anders Skaarseth \| Norvège \| Joker Icopal \| + 1 min 15 s \| \| 4e \| Przemysław Kasperkiewicz \| Pologne \| An Post-ChainReaction \| + 1 min 32 s \| \| 5e \| Stan Dewulf \| Belgique \| Lotto-Soudal U23 \| + 1 min 38 s \| \| 6e \| Élie Gesbert \| France \| Fortuneo-Vital Concept \| + 2 min 24 s \| \| 7e \| Florian Cam \| France \| équipe régionale de Bretagne de cyclisme sur route \| + 2 min 35 s \| \| 8e \| Eugert Zhupa \| Albanie \| Wilier Triestina-Selle Italia \| + 2 min 41 s \| \| 9e \| Julius van den Berg \| Pays-Bas \| SEG Racing Academy \| + 2 min 44 s \| \| 10e \| Emiel Planckaert \| Belgique \| Lotto-Soudal U23 \| + 2 min 47 s \| |                          |          |                                                    |                  |
| |                          |          |                                                    |                  |
| |                          |          |                                                    |                  |
| Classement général |                          |          |                                                    |                  |
| Coureur | Coureur                  | Pays     | Équipe                                             | Temps            |
| 1er | Maxime Cam               | France   | Côtes d'Armor-Marie Morin                          | 24 h 39 min 27 s |
| 2e | Flavien Dassonville      | France   | HP BTP-Auber 93                                    | + 1 min 09 s     |
| 3e | Anders Skaarseth         | Norvège  | Joker Icopal                                       | + 1 min 15 s     |
| 4e | Przemysław Kasperkiewicz | Pologne  | An Post-ChainReaction                              | + 1 min 32 s     |
| 5e | Stan Dewulf              | Belgique | Lotto-Soudal U23                                   | + 1 min 38 s     |
| 6e | Élie Gesbert             | France   | Fortuneo-Vital Concept                             | + 2 min 24 s     |
| 7e | Florian Cam              | France   | équipe régionale de Bretagne de cyclisme sur route | + 2 min 35 s     |
| 8e | Eugert Zhupa             | Albanie  | Wilier Triestina-Selle Italia                      | + 2 min 41 s     |
| 9e | Julius van den Berg      | Pays-Bas | SEG Racing Academy                                 | + 2 min 44 s     |
| 10e | Emiel Planckaert         | Belgique | Lotto-Soudal U23                                   | + 2 min 47 s     |

### Étape 7
| \| Classement de l'étape \| Classement de l'étape \| Classement de l'étape \| Classement de l'étape \| Classement de l'étape \| \| Coureur \| Coureur \| Pays \| Équipe \| Temps \| \| --------------------- \| --------------------- \| --------------------- \| ----------------------------- \| --------------------- \| \| 1er \| Andrea Vendrame \| Italie \| Androni-Sidermec-Bottecchia \| 3 h 30 min 45 s \| \| 2e \| Élie Gesbert \| France \| Fortuneo-Vital Concept \| + 0 s \| \| 3e \| Stan Dewulf \| Belgique \| Lotto-Soudal U23 \| + 2 s \| \| 4e \| Anders Skaarseth \| Norvège \| Joker Icopal \| + 2 s \| \| 5e \| Mikkel Honoré \| Danemark \| Lotto-Soudal U23 \| + 2 s \| \| 6e \| Flavien Dassonville \| France \| HP BTP-Auber 93 \| + 2 s \| \| 7e \| William Barta \| États-Unis \| États-Unis espoirs \| + 2 s \| \| 8e \| Kristoffer Skjerping \| Norvège \| Joker Icopal \| + 2 s \| \| 9e \| Alex Turrin \| Italie \| Wilier Triestina-Selle Italia \| + 7 s \| \| 10e \| Julien Guay \| France \| Sojasun espoir-ACNC \| + 11 s \| |                      |            |                               |                 |
| |                      |            |                               |                 |
| |                      |            |                               |                 |
| Classement de l'étape |                      |            |                               |                 |
| Coureur | Coureur              | Pays       | Équipe                        | Temps           |
| 1er | Andrea Vendrame      | Italie     | Androni-Sidermec-Bottecchia   | 3 h 30 min 45 s |
| 2e | Élie Gesbert         | France     | Fortuneo-Vital Concept        | + 0 s           |
| 3e | Stan Dewulf          | Belgique   | Lotto-Soudal U23              | + 2 s           |
| 4e | Anders Skaarseth     | Norvège    | Joker Icopal                  | + 2 s           |
| 5e | Mikkel Honoré        | Danemark   | Lotto-Soudal U23              | + 2 s           |
| 6e | Flavien Dassonville  | France     | HP BTP-Auber 93               | + 2 s           |
| 7e | William Barta        | États-Unis | États-Unis espoirs            | + 2 s           |
| 8e | Kristoffer Skjerping | Norvège    | Joker Icopal                  | + 2 s           |
| 9e | Alex Turrin          | Italie     | Wilier Triestina-Selle Italia | + 7 s           |
| 10e | Julien Guay          | France     | Sojasun espoir-ACNC           | + 11 s          |

## Classements finals

### Classement général
| \| Classement général \| Classement général \| Classement général \| Classement général \| Classement général \| \| Coureur \| Coureur \| Pays \| Équipe \| Temps \| \| ------------------ \| -------------------- \| ------------------ \| --------------------------- \| ------------------ \| \| 1er \| Flavien Dassonville \| France \| HP BTP-Auber 93 \| 28 h 11 min 22 s \| \| 2e \| Anders Skaarseth \| Norvège \| Joker Icopal \| + 7 s \| \| 3e \| Stan Dewulf \| Belgique \| Lotto-Soudal U23 \| + 26 s \| \| 4e \| Élie Gesbert \| France \| Fortuneo-Vital Concept \| + 1 min 08 s \| \| 5e \| Maxime Cam \| France \| Côtes d'Armor-Marie Morin \| + 1 min 09 s \| \| 6e \| Andrea Vendrame \| Italie \| Androni-Sidermec-Bottecchia \| + 1 min 29 s \| \| 7e \| Kristoffer Skjerping \| Norvège \| Joker Icopal \| + 1 min 48 s \| \| 8e \| Julien Guay \| France \| Sojasun espoir-ACNC \| + 1 min 48 s \| \| 9e \| Emiel Planckaert \| Belgique \| Lotto-Soudal U23 \| + 1 min 51 s \| \| 10e \| William Barta \| États-Unis \| États-Unis espoirs \| + 1 min 55 s \| |                      |            |                             |                  |
| |                      |            |                             |                  |
| Sources : ProCyclingStats Cycling Quotient Cycling Archives |                      |            |                             |                  |
| Classement général |                      |            |                             |                  |
| Coureur | Coureur              | Pays       | Équipe                      | Temps            |
| 1er | Flavien Dassonville  | France     | HP BTP-Auber 93             | 28 h 11 min 22 s |
| 2e | Anders Skaarseth     | Norvège    | Joker Icopal                | + 7 s            |
| 3e | Stan Dewulf          | Belgique   | Lotto-Soudal U23            | + 26 s           |
| 4e | Élie Gesbert         | France     | Fortuneo-Vital Concept      | + 1 min 08 s     |
| 5e | Maxime Cam           | France     | Côtes d'Armor-Marie Morin   | + 1 min 09 s     |
| 6e | Andrea Vendrame      | Italie     | Androni-Sidermec-Bottecchia | + 1 min 29 s     |
| 7e | Kristoffer Skjerping | Norvège    | Joker Icopal                | + 1 min 48 s     |
| 8e | Julien Guay          | France     | Sojasun espoir-ACNC         | + 1 min 48 s     |
| 9e | Emiel Planckaert     | Belgique   | Lotto-Soudal U23            | + 1 min 51 s     |
| 10e | William Barta        | États-Unis | États-Unis espoirs          | + 1 min 55 s     |

### Classements annexes

#### Classement par points
| Classement par points | Classement par points | Classement par points | Classement par points         | Classement par points |
| Coureur               | Coureur               | Pays                  | Équipe                        | Points                |
| --------------------- | --------------------- | --------------------- | ----------------------------- | --------------------- |
| 1er                   | Anders Skaarseth      | Norvège               | Joker Icopal                  | 104 pts               |
| 2e                    | Stan Dewulf           | Belgique              | Lotto-Soudal U23              | 91 pts                |
| 3e                    | Alexander Krieger     | Allemagne             | Leopard Pro Cycling           | 89 pts                |
| 4e                    | Élie Gesbert          | France                | Fortuneo-Vital Concept        | 86 pts                |
| 5e                    | Andrea Vendrame       | Italie                | Androni-Sidermec-Bottecchia   | 73 pts                |
| 6e                    | Kristoffer Skjerping  | Norvège               | Joker Icopal                  | 56 pts                |
| 7e                    | Flavien Dassonville   | France                | HP BTP-Auber 93               | 46 pts                |
| 8e                    | Maxime Cam            | France                | Côtes d'Armor-Marie Morin     | 43 pts                |
| 9e                    | Emiel Planckaert      | Belgique              | Lotto-Soudal U23              | 42 pts                |
| 10e                   | Alex Turrin           | Italie                | Wilier Triestina-Selle Italia | 41 pts                |

#### Classement par équipes
| Classement par équipes | Classement par équipes                             | Classement par équipes | Classement par équipes |
| Équipe                 | Équipe                                             | Pays                   | Temps                  |
| ---------------------- | -------------------------------------------------- | ---------------------- | ---------------------- |
| 1re                    | Lotto-Soudal U23                                   | Belgique               | 84 h 38 min 38 s       |
| 2e                     | SEG Racing Academy                                 | Pays-Bas               | + 4 min 32 s           |
| 3e                     | Development Team Sunweb                            | Allemagne              | + 12 min 50 s          |
| 4e                     | Sojasun espoir-ACNC                                | France                 | + 16 min 45 s          |
| 5e                     | États-Unis espoirs                                 | États-Unis             | + 26 min 08 s          |
| 6e                     | équipe régionale de Bretagne de cyclisme sur route | France                 | + 28 min 38 s          |
| 7e                     | Wilier Triestina-Selle Italia                      | Italie                 | + 33 min 22 s          |
| 8e                     | Leopard                                            | Luxembourg             | + 37 min 29 s          |
| 9e                     | Euskadi Basque Country-Murias                      | Espagne                | + 43 min 58 s          |
| 10e                    | BMC Development                                    | États-Unis             | + 52 min 27 s          |

## Liste des participants
| Légende                                | Légende                                                                                                  | Légende                         | Légende                                                                                                  |
| -------------------------------------- | --- | ------------------------------- | --- |
| Num                                    | Dossard de départ porté par le coureur sur ce Tour de Bretagne                                           | Pos                             | Position finale au classement général                                                                    |
| Leader du classement général           | Indique le vainqueur du classement général                                                               | Leader du classement par points | Indique le vainqueur du classement par points                                                            |
| Leader du classement de la montagne    | Indique le vainqueur du classement de la montagne                                                        | Leader du classement des rushs  | Indique le vainqueur du classement des rushs                                                             |
| Leader du classement du meilleur jeune | Indique le vainqueur du classement du meilleur jeune                                                     |                                 | Indique un maillot de champion national ou mondial, suivi de sa spécialité                               |
| #                                      | Indique la meilleure équipe                                                                              | NP                              | Indique un coureur qui n'a pas pris le départ d'une étape, suivi du numéro de l'étape où il s'est retiré |
| AB                                     | Indique un coureur qui n'a pas terminé une étape, suivi du numéro de l'étape où il s'est retiré          | HD                              | Indique un coureur qui a terminé une étape hors des délais, suivi du numéro de l'étape                   |
| *                                      | Indique un coureur en lice pour le classement du meilleur jeune (coureurs nés après le 1er janvier 1994) |                                 | |

|}
|}